# Неорганізований туризм
Неорганізований туризм — різновид туризму, при якому туристи самі обирають район подорожі, спосіб пересування, тип ночівлі, якість та кількість харчування. Неорганізований туризм за формами ділиться на самодіяльний та незалежний.

## Самодіяльний туризм(клубно-секційний туризм)

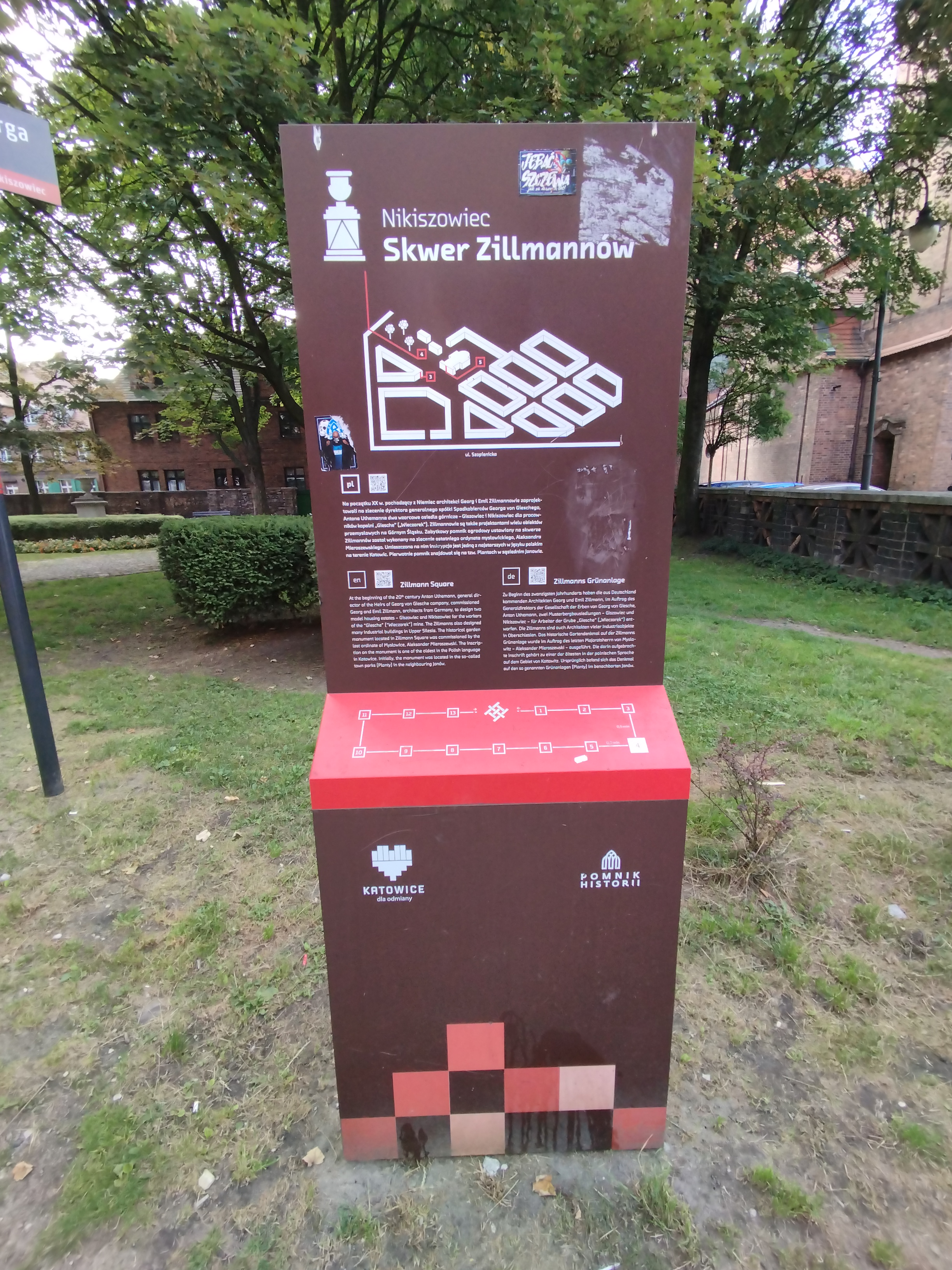
Туристичний стенд для самостійного проходження екскурсійного маршруту. Нікішовець, Польща.

Це форма неорганізованого туризму, де туристичні послуги забезпечуються на основі самодіяльності туристів. Туристи самі обирають маршрути і спосіб пересування, забезпечують собі харчування, нічліг і місце відпочинку, намічають і здійснюють екскурсії.
Самодіяльні туристські походи і подорожі організовують і проводять ради з питань туризму, спортивні товариства, туристські і спортивні клуби, туристські секції підприємств, установ, навчальних закладів, оздоровчі туристсько-спортивні табори, дитячі екскурсійно-туристські станції, школи, окремі групи туристів тощо.
Словом «самодіяльність» називають прояв особистого почину в будь-якій справі. Самодіяльність є високою формою соціальної активності та її варто розуміти як внутрішнє детерміноване самовираження особистості або групи. Тому самодіяльний туризм є соціально-значущим явищем. Самодіяльний туризм, як сфера масової самодіяльності, містить в собі все різноманіття аматорських туристичних заходів, які проводяться відповідно до нормативної бази організації туризму в країні, включаючи обмеження правилами, нормами й іншими керуючими матеріалами, які вводяться в самодіяльний туризм для створення управляючої системи самодіяльного туризму. Цим самодіяльний туризм й відрізняється від незалежного туризму, де випадки порушення правил охорони довкілля й інших нормативних актів не є поодинокими. Чітка організація, продумана розробка маршруту, правильне проведення подорожі й дотримання дисципліни — без всього цього неможливе виконання туристичних завдань туристичними засобами. Виконання функцій керівника туристичної групи пов'язано з наявністю у особи певних якостей: організаторських, комунікативних, креативних тощо. Крім цього, керівник та члени туристичної групи повинні володіти знаннями та вміннями з географії, гідрології, біології, метеорології, історії, етнографії, медицини, кулінарії та інших сфер, що гарантують безпечне здійснення подорожі.

## Незалежний туризм(аматорський, дикий)
Це форма неорганізованого туризму, при якому туристи самі обирають район подорожі, і переважно не мають чітко розробленого плану та програми походу, покладаються на свої власні сили й сприятливі умови. Здебільшого такі групи складаються з друзів і знайомих, сімей, окремих груп туристів, що подорожують без якихось спортивних цілей. Головною метою неорганізованих подорожей є активний відпочинок під час літніх відпусток або канікул.
Неорганізований туризм у світі дуже популярний. Перш за все, у країнах, громадянство яких дозволяє подорожувати в інші країни без оформлення в'їзної візи (наприклад, громадяни країн Шенгенської угоди можуть пересуватися по всій Європі абсолютно вільно, громадянам США також не потрібна в'їзна віза до країн Шенгенської угоди та Канади). Відносно невеликі відстані, хороша транспортна мережа, можливість вільного перетину кордонів сусідніх держав, наявність багатьох екскурсійних об'єктів та інші важливі фактори вплинули на те, що частка неорганізованого туризму в Європі становить 80 %. На жаль, неорганізований туризм може несприятливо впливати на довкілля, пам'ятки історії, культури та мистецтва, до того ж фінансові надходження для розвитку туристичної галузі від цього різновиду туризму ускладнюються двома основними факторами:
- переважно відсутністю елементарного сервісу в найпопулярніших регіонах серед неорганізованих туристів, а також нормативно-правової бази;
- відсутністю необхідних фінансових коштів для контролю за обладнанням неорганізованими туристами місць відпочинку на природних ландшафтах. Користуючись конституційним правом громадян на відпочинок, туристи будь-де ставлять намети, автомобілі, розкладають вогнища.

## Джерело
- Сучасні різновиди туризму: навч. посіб. / М. П. Кляп, Ф. Ф. Шандор. — К. : Знання, 2011. — 334 с. — (Вища освіта XXI століття). Рекомендовано Міністерством освіти і науки, молоді та спорту України (лист №N 1/11-4223 від 26.05.11) Рекомендовано до друку Вченою радою Ужгородського національного університету (протокол № 2 від 25.02. 2010) ISBN 978-966-346-854-9 (серія) ISBN 978-966-346-730-6